# Mariano Pernía
Mariano Andrés Pernía Molina (Tandil, Buenos Aires, Argentina, 4 de mayo de 1977) es un exfutbolista y actual piloto de automovilismo y representante argentino nacionalizado español, es hijo del también exfutbolista y piloto Vicente Pernía. Jugaba como lateral izquierdo. Fue internacional con la selección de fútbol de España.
Inició su carrera futbolística en Independiente en el año 1997, para luego ser transferido al Recreativo de Huelva español, donde comenzaría su carrera en el extranjero. Fichó en el año 2005 para el Getafe, donde además de convertirse en uno de los principales defensores goleadores en la historia de la Liga Española, sería convocado para conformar (el elenco) el Seleccionado español, por lo que tuvo que cambiar su nacionalidad a español. En 2007 se fue al Atlético Madrid y en 2010 pasaría a Nacional de la Primera División Uruguaya. Finalmente, en el año 2011 le daría punto final a su carrera futbolística, retornando a la Argentina donde jugó en Tigre.
Una vez retirado del fútbol profesional, comenzaría a formar su carrera automovilística, compitiendo en la Fiat Linea Competizione y pasando a debutar en 2012 en TC Pista Mouras. En 2013 debutó en la Clase 2 del Turismo Nacional. Para 2016, fue anunciado su debut en TC2000.

## Carrera futbolística
Luego de sucesivas lesiones en el quinto metatarsiano estando en inferiores y a punto de debutar, Pernía finalmente debuta profesionalmente en el año 2000 en Independiente, donde comenzaría a forjar su carrera deportiva como lateral izquierdo. En este equipo jugaría hasta iniciarse el año 2003, siendo transferido hacia el Recreativo de Huelva español, dando así inicio a su carrera en Europa. Con este equipo, Pernía alcanza la fase final de la Copa del Rey de esa temporada, donde es eliminado en la primera ronda por el Sevilla FC. Tras el descenso del Recreativo en la temporada 2005-2006, es transferido al Getafe, donde consigue afianzarse como jugador, además de convertirse en el defensor con mayor cantidad de goles desde Ronald Koeman, principalmente por sus goles de tiro libre. En esta entidad además de convertirse en una de sus principales figuras, tendría un importante ofrecimiento al ser convocado para integrar la selección de fútbol de España que participaría del Mundial Alemania 2006. En dicho torneo, la selección española alcanzaría los octavos de final, siendo eliminados por Francia. Tras dos años jugando para el Getafe, finalmente es transferido en el año 2007 al Atlético Madrid, donde no tendría el brillo que exhibiera en su anterior club, a la vez de haber sufrido un duro accidente de tránsito en el año 2009. Su baja producción fue motivo para que en el año 2010 decida la rescisión de su contrato, pasando luego a fichar para Nacional de la Primera División Uruguaya. En enero de 2011 fichó por Tigre, de su país donde se retiró del fútbol profesional.

## Selección nacional
En 2006 obtuvo la nacionalidad española y, aunque estuvo en la fase de clasificación de la Selección de España para el Mundial de Alemania 2006, no entró en la lista preliminar. Sin embargo, durante la fase de preparación se produjo la lesión de Asier del Horno, y Pernía fue llamado para ocupar el puesto de lateral izquierdo en el Mundial. Debutó con la selección en un partido amistoso contra Croacia, previo a la Copa del Mundo, anotando un gol en el minuto 61. Logró ganarse un lugar en el equipo dirigido por Luis Aragonés y acabó jugando, incluso como titular y con buena presentación, en el Mundial de Alemania 2006.

### Participaciones en Copas del Mundo
| Copa              | Sede     | Resultado        | Partidos | Goles |
| ----------------- | -------- | ---------------- | -------- | ----- |
| Copa Mundial 2006 | Alemania | Octavos de final | 3        | 0     |

### Goles internacionales
| N.º | Fecha              | Lugar                              | Rival   | Gol | Resultado | Competición      |
| --- | ------------------ | ---------------------------------- | ------- | --- | --------- | ---------------- |
| 1   | 7 de junio de 2006 | Stade de Genève, Cantón de Ginebra | Croacia | 1-1 | 2-1       | Partido amistoso |

## Carrera automovilística
Una vez cerrada su carrera como futbolista en 2011, Mariano Pernía recibiría una invitación especial para incursionar en la categoría Fiat Linea Competizione, siendo este su debut como piloto de automovilismo. Dicha invitación se vería favorecida también por la participación que tuviese en esa categoría, su concuñado Bruno Marioni y por el contacto de su hermano mayor Leonel Pernía, piloto de Turismo Competición 2000. Su debut fue en la novena fecha, corrida el 11 de septiembre de 2011 en el Autódromo Mar y Valle de Trelew, donde sorprendería llevándose la victoria en su primera participación. Una fecha más tarde, en octubre de 2011, alcanzaría su primera pole position en el Autódromo Eusebio Marcilla.
Tras su paso por la FLC, en 2012 decide incursionar en TC Pista Mouras, donde inicialmente se presentaría al comando de una unidad Ford Falcon preparada por el equipo JP Racing, debutando en la segunda fecha en el Autódromo Roberto Mouras. Sin embargo, debido al anuncio del retiro de esta escudería de todas las divisionales de ACTC, sería reubicado dentro de la escudería Donto Racing, donde a partir de la quinta fecha comenzaría a competir con un Chevrolet Chevy. Con esta unidad, conseguiría su primer podio al arribar segundo en el mes de mayo y su primera victoria en el mes siguiente. Al mismo tiempo, clasificaría entre los 12 postulantes para competir por el título, cerrando el año en la séptima colocación, con dos victorias en su haber.
Luego de esta incursión dentro del TC Pista Mouras, en 2013 daría inicio a su participación en Turismo Nacional, donde comenzaría compitiendo al comando de un Chevrolet Corsa del equipo Saturni Competición con el que competiría en las primeras seis fechas. Sin embargo, tras haber sufrido una lesión en su mano izquierda y haberse ausentado en la séptima fecha, retornaría en la octava fecha con un Renault Clio de la escuadra HyC Corse. Con este equipo y automóvil continuaría compitiendo en la temporada 2014, hasta que en 2015 tomaría la decisión de ascender de categoría, al pasar a competir en la Clase 3 del TN. Su debut lo haría con un Chevrolet Cruze del equipo Arana Ingeniería Sport, con el que competiría en las primeras seis fechas. Sin embargo, tras estas participaciones decidiría cambiar de equipo a partir de la séptima fecha, al pasar a competir dentro del equipo de Fabricio Pezzini, siempre con Chevrolet. Finalmente y tras haber disputado las 11 primeras fechas con esta marca, para la última fecha volvería a optar por el cambio, pasando a competir al comando de un Fiat Linea del equipo FP Racing, acompañando a su hermano Leonel.
En 2016 se marchó al TC2000, la divisinal inferior del Súper TC2000, para competir junto al equipo Ambrogio Racing. Con una victoria y cinco podios, finalizó octavo en el clasificador final. Al año siguiente, con dos victorias, fue tercero detrás de Manuel Luque y Federico Iribarne y en 2018, en su última temporada, finalizó cuarto.
Pernía volvió al TN en 2019 con un Cruze el equipo de Sergio Torres. Luego compitió con un VW Vento del Alifraco Sport y logró su primera victoria en la última carrera de la temporada 2021, en El Villicum, con un Fiat Tipo del equipo TB Racing. En 2022, debutó en el nuevo TC2000 (primera divisional) junto al equipo FS Motorsport y al año siguiente se sumó al Axion Energy Sport de Renault.

## Vida personal
Entre sus relaciones personales, además de su padre Vicente, su hermano mayor Leonel Pernía y su concuñado Bruno Marioni también fueron futbolistas y, una vez retirados, pilotos de automovilismo. Al igual que su hermano Leonel,  Mariano también continua ligado al deporte motor. Leonel fue tres veces subcampeón de TC 2000 y Súper TC 2000, mientras que Marioni, tras haber obtenido el campeonato del año 2012 de la categoría Abarth Punto Competizione, decidió retirarse del automovilismo para encarar su preparación como director técnico. Actualmente, también su sobrino Tiago (hijo de Leonel) es corredor de carreras de Turismo Carretera. Las esposas de Mariano, Leonel y Bruno son hermanas, lo que da origen a la relación de concuñados entre Marioni y los hermanos Pernía.

## Estadísticas

### Clubes
| Club                          | Temporada     | Div.          | Liga  | Liga  | Copas nacionales | Copas nacionales | Torneos internacionales | Torneos internacionales | Total | Total |
| Club                          | Temporada     | Div.          | Part. | Goles | Part.            | Goles            | Part.                   | Goles                   | Part. | Goles |
| ----------------------------- | ------------- | ------------- | ----- | ----- | ---------------- | ---------------- | ----------------------- | ----------------------- | ----- | ----- |
| Independiente Argentina       | 2000-01       | 1.ª           | 17    | 0     | —                | —                | 4                       | 0                       | 21    | 0     |
| Independiente Argentina       | 2001-02       | 1.ª           | 13    | 2     | —                | —                | 7                       | 0                       | 20    | 2     |
| Independiente Argentina       | 2001-02       | 1.ª           | 2     | 0     | —                | —                | —                       | —                       | 2     | 0     |
| Independiente Argentina       | Total         | Total         | 32    | 2     | 0                | 0                | 11                      | 0                       | 43    | 2     |
| Recreativo de Huelva · España | 2002-03       | 1.ª           | 19    | 2     | 5                | 0                | —                       | —                       | 24    | 2     |
| Recreativo de Huelva · España | 2003-04       | 2.ª           | 40    | 1     | 1                | 0                | —                       | —                       | 41    | 1     |
| Recreativo de Huelva · España | Total         | Total         | 59    | 3     | 6                | 0                | 0                       | 0                       | 65    | 3     |
| Getafe C. F. · España         | 2004-05       | 1.ª           | 36    | 3     | 0                | 0                | —                       | —                       | 36    | 3     |
| Getafe C. F. · España         | 2005-06       | 1.ª           | 36    | 10    | 1                | 1                | —                       | —                       | 37    | 11    |
| Getafe C. F. · España         | Total         | Total         | 72    | 13    | 1                | 1                | 0                       | 0                       | 73    | 14    |
| Atlético de Madrid · España   | 2005-06       | 1.ª           | 0     | 0     | 0                | 0                | 4                       | 1                       | 4     | 1     |
| Atlético de Madrid · España   | 2006-07       | 1.ª           | 21    | 0     | 3                | 0                | 2                       | 0                       | 26    | 0     |
| Atlético de Madrid · España   | 2007-08       | 1.ª           | 29    | 1     | 5                | 0                | 13                      | 0                       | 47    | 1     |
| Atlético de Madrid · España   | 2008-09       | 1.ª           | 28    | 0     | 4                | 0                | 5                       | 0                       | 37    | 0     |
| Atlético de Madrid · España   | 2009-10       | 1.ª           | 1     | 0     | 1                | 0                | 0                       | 0                       | 2     | 0     |
| Atlético de Madrid · España   | Total         | Total         | 79    | 1     | 13               | 0                | 24                      | 1                       | 116   | 2     |
| Nacional · Uruguay            | 2010-11       | 1.ª           | 7     | 0     | 0                | 0                | 0                       | 0                       | 7     | 0     |
| Tigre Argentina               | 2010-11       | 1.ª           | 9     | 1     | —                | —                | —                       | —                       | 9     | 1     |
| Total carrera                 | Total carrera | Total carrera | 258   | 20    | 20               | 1                | 35                      | 1                       | 313   | 22    |

## Palmarés

### Títulos nacionales
| Título           | Club          | País      | Año    |
| ---------------- | ------------- | --------- | ------ |
| Primera División | Independiente | Argentina | A-2002 |
| Primera División | Nacional      | Uruguay   | 2011   |

### Títulos internacionales
| Título                    | Club               | Sede     | Año  |
| ------------------------- | ------------------ | -------- | ---- |
| Copa Intertoto de la UEFA | Atlético de Madrid | Madrid   | 2007 |
| Liga Europa de la UEFA    | Atlético de Madrid | Hamburgo | 2010 |

## Resumen de carrera
| Año     | Categoría                                    | Automóvil           |
| ------- | -------------------------------------------- | ------------------- |
| 2011    | Debut en la Fiat Linea Competizione          | Fiat Linea          |
| 2012    | Debut en TC Pista Mouras                     | Ford Falcon         |
| 2012    | Debut en TC Pista Mouras                     | Chevrolet Chevy     |
| 2013    | Debut en la Clase 2 del Turismo Nacional     | Chevrolet Corsa     |
| 2013    | Debut en la Clase 2 del Turismo Nacional     | Renault Clio        |
| 2014    | Clase 2 del Turismo Nacional                 | Renault Clio        |
| 2014    | Debut en TC 2000, 4 fechas                   | Renault Fluence     |
| 2014    | Debut en TC 2000, 4 fechas                   | Peugeot 408         |
| 2014    | Clase 3 del Turismo Pista, Invitado          | Renault Clio        |
| 2014    | TC Mouras, Invitado                          | Chevrolet Chevy     |
| 2015    | Debut en la Clase 3 del Turismo Nacional     | Chevrolet Cruze     |
| 2015    | Debut en la Clase 3 del Turismo Nacional     | Fiat Linea          |
| 2015    | Clase 3 del Turismo Pista, 4 carreras        | Volkswagen Gol      |
| 2016    | TC 2000                                      | Renault Fluence     |
| 2017    | TC 2000                                      | Renault Fluence     |
| 2017    | Debut en Súper TC 2000, 1 carrera            | Peugeot 408         |
| 2018    | TC 2000                                      | Renault Fluence     |
| 2018    | Debut en la Porsche GT3 Cup Trophy Argentina | Porsche 911 GT3 RS  |
| 2019    | Clase 3 del Turismo Nacional                 | Chevrolet Cruze I   |
| 2019    | Debut en TC Mouras, 1 carrera                | Ford Falcon         |
| 2020    | Clase 3 del Turismo Nacional                 | Volkswagen Vento II |
| 2021    | Clase 3 del Turismo Nacional                 | Volkswagen Vento II |
| 2022    | Clase 3 del Turismo Nacional                 | Fiat Tipo           |
| 2022    | TC2000, 2 carreras                           | Fiat Cronos         |
| 2023    | Clase 3 del Turismo Nacional                 | Fiat Tipo           |
| 2023    | TC2000                                       | Renault Fluence GT  |
| Fuente: |                                              |                     |

## Resultados

### TC Pista Mouras
| Año               | Año             | Fechas | Fechas | Fechas | Fechas | Fechas | Fechas | Fechas | Fechas | Fechas | Fechas | Fechas | Fechas | Fechas | Fechas | Posición Final     |
| Equipos           | Automóvil       | Fechas | Fechas | Fechas | Fechas | Fechas | Fechas | Fechas | Fechas | Fechas | Fechas | Fechas | Fechas | Fechas | Fechas | Posición Final     |
| ----------------- | --------------- | ------ | ------ | ------ | ------ | ------ | ------ | ------ | ------ | ------ | ------ | ------ | ------ | ------ | ------ | ------------------ |
| 2012              | 2012            | 01     | 02     | 03     | 04     | 05     | 06     | 07     | 08     | 09     | 10     | 11     | 12     | 13     | 14     | 7.º (97.50 puntos) |
| Las Toscas Racing | Ford Falcon     | NP     | 19     | 17     | 18     |        |        |        |        |        |        |        |        |        |        | 7.º (97.50 puntos) |
| Donto Racing      | Chevrolet Chevy |        |        |        |        | 2.º    | 1.º    | 4.º    | 9.º    | 1.º    | SV     | 10     | 10     | 11     | NP     | 7.º (97.50 puntos) |

### TC2000
| Año  | Equipo          | Auto            | 1    | 2    | 3     | 4     | 5    | 6     | 7     | 8     | 9     | 10     | 11    | 12   | 13    | 14     | 15     | 16     | 17    | 18    | 19  | 20     | 21  | 22  | 23  | Res. | Puntos |
| ---- | --------------- | --------------- | ---- | ---- | ----- | ----- | ---- | ----- | ----- | ----- | ----- | ------ | ----- | ---- | ----- | ------ | ------ | ------ | ----- | ----- | --- | ------ | --- | --- | --- | ---- | ------ |
| 2014 |                 |                 | AG I | LP   | JUN   | MER   | BA I | PAR I | RC    | CON   | BA II | PAR II | AG II | GR   |       |        |        |        |       |       |     |        |     |     |     | 18.º | 43     |
| 2014 | JM Motorsport   | Renault Fluence |      |      |       |       |      |       |       | 9     |       |        |       |      |       |        |        |        |       |       |     |        |     |     |     | 18.º | 43     |
| 2014 | Riva Racing     | Peugeot 408 I   |      |      |       |       |      |       |       |       | 10    | 5      | 5     |      |       |        |        |        |       |       |     |        |     |     |     | 18.º | 43     |
| 2016 |                 |                 | SMM  | SMM  | CON I | CON I | BA I | BA I  | SJO   | SJO   | LP    | LP     | CDU   | CDU  | BA II | BA II  | CON II | CON II | RAF   | RAF   | AG  | RC     | RC  | PAR | PAR | 8.º  | 215,5  |
| 2016 | Ambrogio Racing | Renault Fluence | 13   | 4    | 12    | Ret   | 2    | 1     | 22    | 7     | 14    | Ret    | 7     | 14   | 10    | 2      | Ret    | 7      | 2     | 7     | Ret | 5      | Ret | 5   | 3   | 8.º  | 215,5  |
| 2017 |                 |                 | AG I | AG I | BA I  | BA I  | CDU  | CDU   | PAR I | PAR I | RC    | RC     | BA II | SL   | SL    | PAR II | PAR II | AG II  | SMM   | CON   | CON | BA III |     |     |     | 3.º  | 274    |
| 2017 | Ambrogio Racing | Renault Fluence | 3    | 20†  | 13    | 2     | 6    | 3     | 7     | 6     | 4     | 18†    | 1     | 4    | 5     | Ret    | 13     | Ret    | 8     | 3     | 4   | 1      |     |     |     | 3.º  | 274    |
| 2018 |                 |                 | AG I | AG I | CDU   | CDU   | CON  | CON   | RC    | RC    | BA    | LP     | LP    | SL I | SL I  | AG II  | SMM    | SMM    | SL II | SL II | ROS | ROS    | PAR | PAR |     | 4.º  | 324    |
| 2018 | Ambrogio Racing | Renault Fluence | 6    | 2    | Ret   | 4     | Ret  | 8     | 4     | 5     | 3     | 9      | 5     | 4    | 7     | 10     | Ret    | 4      | 7     | 3     | Ex. | 7      | Ex. | 6   |     | 4.º  | 324    |

### Súper TC2000
| Año  | Equipo       | Auto          | 1    | 2   | 3   | 4   | 5   | 6   | 7   | 8   | 9   | 10  | 11    | 12  | 13 | 14 | Res. | Puntos |
| ---- | ------------ | ------------- | ---- | --- | --- | --- | --- | --- | --- | --- | --- | --- | ----- | --- | -- | -- | ---- | ------ |
| 2017 |              |               | BA I | PDF | SMM | ROS | ROS | TRH | RAF | OBE | SFE | SFE | BA II | SJU | GR | AG | -    | 0      |
| 2017 | Escudería FE | Peugeot 408 I |      |     |     |     |     |     |     |     |     |     | Ex.   |     |    |    | -    | 0      |